# Кенан Хасагич
Кенан Хасагич (босн. Kenan Hasagić, нар. 1 лютого 1980, Какань, СФРЮ) — боснійський футболіст, що грав на позиції воротаря. Виступав, зокрема, за клуби «Рудар» (Какань), «Ґазіантепспор» та «Істанбул ББ», а також національну збірну Боснії і Герцеговини.

## Клубна кар'єра
У дорослому футболі дебютував 1995 року виступами за команду клубу «Рудар» (Какань), в якій провів чотири сезони. У дорослому футболі розпочав виступи в 16-річному віці. Вважався одним з найталановитіших воротарів Боснії і Герцеговини, викликався до юнацьких та молодіжних збірних своєї країни, згодом перейшов до австрійського клубу «Форвартс-Штайр». За два роки в австрійському клубі зіграв 42 матчі. Після цього захищав кольори турецького клубу «Алтай». Згодом повернувся на батьківщину, де став гравцем клубу «Рудар» (Какань). Другу половину сезону 2001/02 років провів у «Босні» (Високо). У 2003 році підписав контракт з «Желєзнічаром». У цьому клубі зарекомендував себе з найкращого боку та навіть став основним голкіпером національної збірної Боснії і Герцеговини. У сезоні 2004/05 років знову виїхав до Туреччини, де став гравцем клубу «Ґазіантепспор» з місцевої «Суперліги». Відіграв за турецьку команду наступні три сезони своєї ігрової кар'єри. Більшість часу, проведеного у складі «Газіантепспора», був основним гравцем команди.
2007 року перейшов до клубу «Істанбул ББ», за який відіграв 5 сезонів. У клубі відіграв 9 сезонів, найдовший період у кар'єрі, але вже не був основним воротарем. Влітку 2013 «Істанбул ББ» залишив турецьку Суперлігу, а вже в серпні того ж року Хасагич та клуб розірвали контракт за взаємною згодою сторін.
Влітку 2014 року повернувся до Туреччини, де підписав контракт з клубом «Балекесирспор» з Суперліги. Однак у складі турецького клубу не зіграв жодного поєдинку.

## Виступи за збірну
7 вересня 2002 року дебютував у складі національної збірної Боснії і Герцеговини у поєдинку кваліфікації Євро 2004 проти Румунії. Востаннє в футболці національної збірної вийшов на поле 11 жовтня 2011 року в поєдинку кваліфікації Євро 2012 проти збірної Франції. Протягом кар'єри у національній команді, яка тривала 9 років, провів у формі головної команди країни 43 матчі.

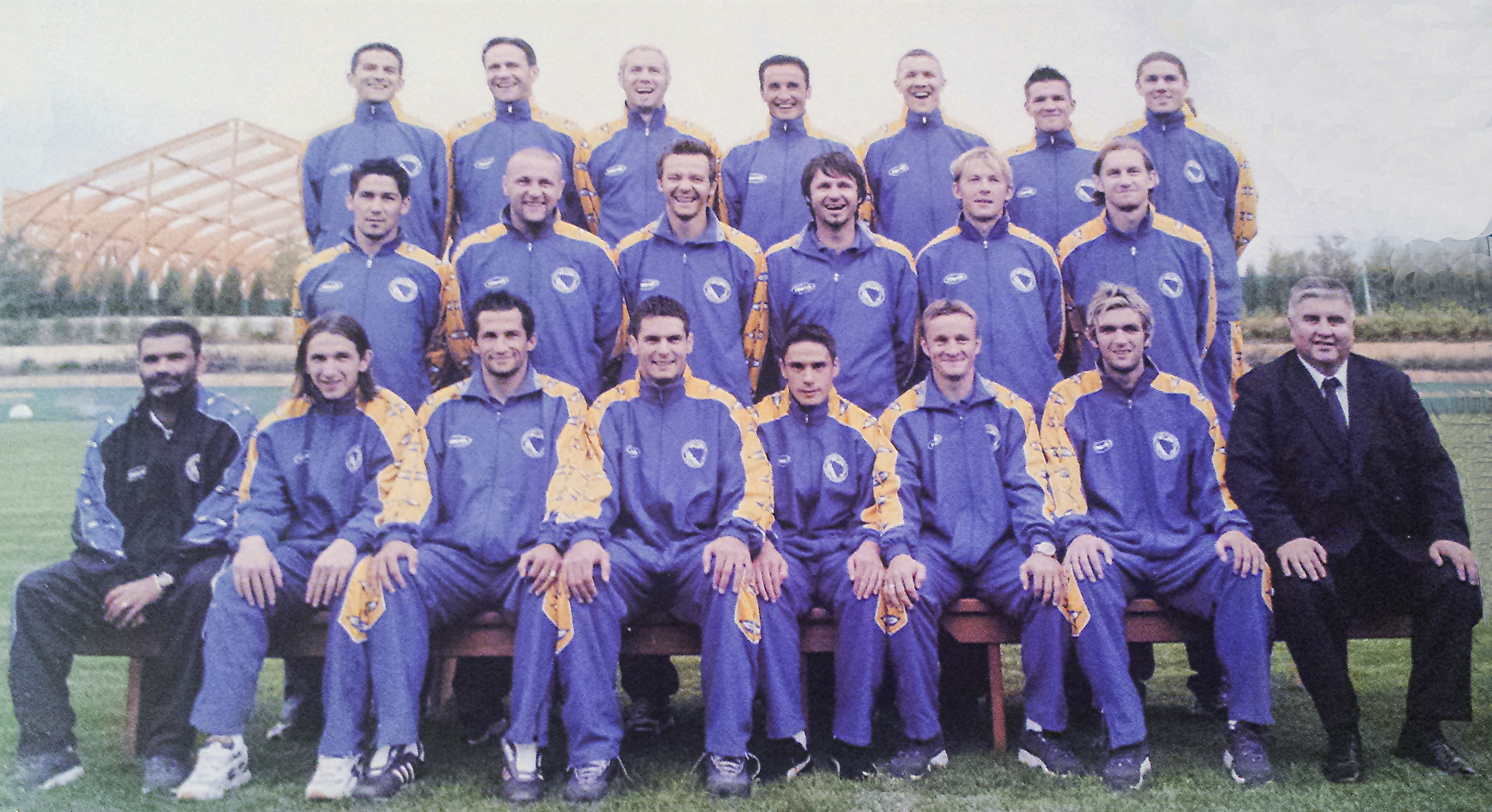
Склад національної збірної Боснії і Герцеговини під час кваліфікаційних матчів Євро 2004.

## Особисте життя
У 1998 році Кенан Хасагич зустрів свою майбутню дружину, Дияну, в місті Ябланиця. Вони одружилися в 2000 році. Вони виховували трьох доньок: Ліда, Іман та Інамю.
27 грудня 2009 року Хасагич підтвердив, що він розлучився з дружиною після 9 років шлюбу.

## Досягнення
- Кубок Боснії і Герцеговини
  -  Володар (1): 2003